# پریلیمائه
پریلیمائه (به لاتین: Prillimäe) یک منطقهٔ مسکونی در استونی است که در دهستان کوهیلا واقع شده‌است. پریلیمائه ۰٫۵۸ کیلومتر مربع مساحت و ۳۷۵ نفر جمعیت دارد.